# Copa J. League 2017
La Copa J. League 2017, también conocida como Copa YBC Levain J. League 2017 por motivos de patrocinio, fue la 42.ª edición de la Copa de la Liga de Japón y la 25.ª edición bajo el actual formato.
El campeón fue Cerezo Osaka, tras vencer en la final a Kawasaki Frontale. De esta manera, el conjunto del Kansai dio la vuelta olímpica por primera vez. Por lo mismo, disputó la Copa Suruga Bank 2018 ante Independiente de Argentina, vencedor de la Copa Sudamericana 2017.

## Formato de competición
La reglamentación principal se anunció el 13 de diciembre de 2016, mientras que los horarios y fechas de la fase de grupos y la fase final fueron anunciados por la J. League el 25 de enero de 2017.
Aunque el formato del torneo se conforma al implementado en 2016, ha habido dos cambios importantes en la regulación. Uno tiene que ver con la clasificación transcurrida la fase de grupos. Solamente los ganadores de cada grupo avanzaron a cuartos de final, mientras que los segundos y terceros de cada zona fueron a una fase eliminatoria previa; quienes triunfaran en estos duelos pasarían a cuartos de final. El otro es sobre el límite de edad de los jugadores participantes, ya que fue obligatorio incluir uno o más jugadores menores de 21 años, excepto en la final.
- Formaron parte del torneo los 18 equipos que participaron de la J1 League 2017. Shimizu S-Pulse volvió al torneo después de ausentarse en la edición del 2016, mientras que Cerezo Osaka y Hokkaido Consadole Sapporo retornaron después de estar presentes por última vez hace tres y cinco años, respectivamente.
  - Kashima Antlers, Urawa Red Diamonds y Kawasaki Frontale, clasificados para la fase de grupos de la Liga de Campeones de la AFC 2017, estuvieron exentos de participar en la fase de grupos e ingresaron directamente a cuartos de final.
  - Gamba Osaka, que debía competir en las rondas previas de la Liga de Campeones de la AFC, estaría exento al igual que los tres equipos anteriores si llegaba a triunfar en ese duelo; de otro modo, ocuparía un lugar en la fase de grupos (grupo A). Finalmente, el conjunto de Suita ganaría su llave eliminatoria e ingresaría a la fase de grupos de la competición continental;[4] en consecuencia, comenzó su participación en la Copa J. League 2017 en cuartos de final.
- Fase de grupos: Los restantes 14 equipos fueron divididos en dos grupos de siete clubes cada uno según sus posiciones en la J1 League 2016 (indicada entre paréntesis). De esta manera, cada cuadro debió disputar seis juegos y quedar libre en alguna de las siete jornadas.
  - Grupo A: Omiya Ardija (5º), Kashiwa Reysol (8º), F.C. Tokyo (9º), Vegalta Sendai (12º), Júbilo Iwata (13º), Hokkaido Consadole Sapporo (J2 - 1º) y Shimizu S-Pulse (J2 - 2º).
  - Grupo B: Sanfrecce Hiroshima (6º), Vissel Kobe (7º), Yokohama F. Marinos (10º), Sagan Tosu (11º), Ventforet Kofu (14º), Albirex Niigata (15º) y Cerezo Osaka (J2 - 4º).
  - Para determinar el orden de clasificación de los equipos se utilizaron los siguientes criterios:

1. Puntos obtenidos.
2. Diferencia de goles.
3. Goles a favor.
4. Resultado entre los equipos en cuestión.
5. Puntos por juego limpio.
6. Sorteo.
El primero de cada grupo avanzó a la fase final, mientras que los segundos y terceros fueron a la fase eliminatoria.
- Fase eliminatoria: se enfrentaron en serie de dos partidos, a ida y vuelta. En caso de igualdad en el total de goles, se aplicaría la regla del gol de visitante y, si aún persistía el empate, se realizaría una prórroga, en donde ya no tendrían valor los goles fuera de casa. De continuar la igualdad en el marcador global, se realizaría una tanda de penales. Los vencedores clasificaron a la fase final.
  - El sorteo variaría en función del número de equipos en la fase de grupos de la Liga de Campeones de la AFC. En el caso de que hubiera cuatro competidores, los segundos y terceros clasificados de cada zona jugarían entre sí para obtener los dos cupos restantes; en cambio, si hubiese tres contendientes, los segundos, terceros y cuartos se enfrentarían entre sí para clasificar a los últimos tres equipos.
- Fase final: se llevó a cabo entre los clubes provenientes de la fase de grupos y de la fase eliminatoria junto con Kashima Antlers, Urawa Red Diamonds, Kawasaki Frontale y Gamba Osaka.
  - En cuartos de final y semifinales se enfrentaron en serie de dos partidos, a ida y vuelta. Se aplicaron las mismas reglas que en la fase eliminatoria.
  - La final se jugó a un solo partido. En caso de empate en los 90 minutos se haría una prórroga; si aún persistía la igualdad, se ejecutaría una tanda de penales.

## Calendario
El calendario de la fase de grupos fue anunciado el 15 de diciembre de 2015, mientras que el correspondiente a la fase eliminatoria y la fase final el 25 de enero de 2017. En el caso de Gamba Osaka, su participación en la fase de grupos estaba indefinida al momento de hacer público el fixture. Por eso, se incorporó provisionalmente en el calendario del Grupo A, pero si el conjunto de Suita derrotaba a su adversario en la llave preliminar de la Liga de Campeones de la AFC, el club que se enfrentara a Gamba Osaka en la Zona A no jugaría partidos en la fecha que corresponda. Como el equipo del Kansai terminó derrotando a su adversario en la rueda preliminar, arrancó su participación en la Copa J. League en cuartos de final. Cabe señalar que, de forma similar a la final del torneo del año anterior, el partido definitorio se llevó a cabo en el Estadio Saitama 2002.
| Etapa             | Ronda             | Ida                    | Vuelta                  | Observaciones                                                                                                  |
| ----------------- | ----------------- | ---------------------- | ----------------------- | --- |
| Fase de grupos    | Fecha 1           | 15 de marzo de 2017    | 15 de marzo de 2017     | Libres: Omiya Ardija (Grupo A) y Vissel Kobe (Grupo B)                                                         |
| Fase de grupos    | Fecha 2           | 12 de abril de 2017    | 12 de abril de 2017     | Libres: F.C. Tokyo (Grupo A) y Sagan Tosu (Grupo B)                                                            |
| Fase de grupos    | Fecha 3           | 26 de abril de 2017    | 26 de abril de 2017     | Libres: Kashiwa Reysol (Grupo A) y Ventforet Kofu (Grupo B)                                                    |
| Fase de grupos    | Fecha 4           | 3 de mayo de 2017      | 3 de mayo de 2017       | Libres: Shimizu S-Pulse (Grupo A) y Albirex Niigata (Grupo B)                                                  |
| Fase de grupos    | Fecha 5           | 10 de mayo de 2017     | 10 de mayo de 2017      | Libres: Hokkaido Consadole Sapporo (Grupo A) y Yokohama F. Marinos (Grupo B)                                   |
| Fase de grupos    | Fecha 6           | 24 de mayo de 2017     | 24 de mayo de 2017      | Libres: Júbilo Iwata (Grupo A) y Sanfrecce Hiroshima (Grupo B)                                                 |
| Fase de grupos    | Fecha 7           | 31 de mayo de 2017     | 31 de mayo de 2017      | Libres: Vegalta Sendai (Grupo A) y Cerezo Osaka (Grupo B)                                                      |
| Fase eliminatoria | Fase eliminatoria | 28 de junio de 2017    | 26 de julio de 2017     | |
| Fase final        | Cuartos de final  | 30 de agosto de 2017   | 3 de septiembre de 2017 | Inicio de participación de los equipos clasificados a la fase de grupos de la Liga de Campeones de la AFC 2017 |
| Fase final        | Semifinales       | 4 de octubre de 2017   | 8 de octubre de 2017    | Participación de los ganadores de los cuartos de final                                                         |
| Fase final        | Final             | 4 de noviembre de 2017 | 4 de noviembre de 2017  | Participación de los ganadores de las semifinales                                                              |

## Fase de grupos

### Grupo A
| Equipo                     | Pts | PJ | PG | PE | PP | GF | GC | DG |
| -------------------------- | --- | -- | -- | -- | -- | -- | -- | -- |
| Vegalta Sendai             | 13  | 6  | 4  | 1  | 1  | 10 | 10 | 0  |
| F.C. Tokyo                 | 12  | 6  | 4  | 0  | 2  | 14 | 8  | +6 |
| Hokkaido Consadole Sapporo | 10  | 6  | 3  | 1  | 2  | 7  | 5  | +2 |
| Júbilo Iwata               | 9   | 6  | 3  | 0  | 3  | 10 | 10 | 0  |
| Omiya Ardija               | 8   | 6  | 2  | 2  | 2  | 11 | 8  | +3 |
| Kashiwa Reysol             | 5   | 6  | 1  | 2  | 3  | 4  | 6  | -2 |
| Shimizu S-Pulse            | 3   | 6  | 1  | 0  | 5  | 5  | 14 | -9 |

| \| Fecha \| Lugar \| Local \| Resultado \| Visitante \| \| ----------- \| -------- \| -------------------------- \| ----------------------------------------------------------------------------------------------------- \| -------------------------- \| \| 15 de marzo \| Kashiwa \| Kashiwa Reysol \| 1:0 \| Shimizu S-Pulse \| \| 15 de marzo \| Iwata \| Júbilo Iwata \| 0:2 \| Hokkaido Consadole Sapporo \| \| 15 de marzo \| Chōfu \| F.C. Tokyo \| 6:0 \| Vegalta Sendai \| \| 12 de abril \| Sendai \| Vegalta Sendai \| 2:0 \| Júbilo Iwata \| \| 12 de abril \| Shizuoka \| Shimizu S-Pulse \| 0:1 \| Hokkaido Consadole Sapporo \| \| 12 de abril \| Saitama \| Omiya Ardija \| 0:0 \| Kashiwa Reysol \| \| 26 de abril \| Sendai \| Vegalta Sendai \| 3:1 \| Shimizu S-Pulse \| \| 26 de abril \| Iwata \| Júbilo Iwata \| 3:1 \| F.C. Tokyo \| \| 26 de abril \| Sapporo \| Hokkaido Consadole Sapporo \| 1:1 \| Omiya Ardija \| \| 3 de mayo \| Kashiwa \| Kashiwa Reysol \| 1:2 (enlace roto disponible en Internet Archive; véase el historial, la primera versión y la última). \| Júbilo Iwata \| \| 3 de mayo \| Saitama \| Omiya Ardija \| 1:2 (enlace roto disponible en Internet Archive; véase el historial, la primera versión y la última). \| Vegalta Sendai \| \| 3 de mayo \| Chōfu \| F.C. Tokyo \| 1:0 (enlace roto disponible en Internet Archive; véase el historial, la primera versión y la última). \| Hokkaido Consadole Sapporo \| \| 10 de mayo \| Sendai \| Vegalta Sendai \| 1:1 (enlace roto disponible en Internet Archive; véase el historial, la primera versión y la última). \| Kashiwa Reysol \| \| 10 de mayo \| Shizuoka \| Shimizu S-Pulse \| 2:4 (enlace roto disponible en Internet Archive; véase el historial, la primera versión y la última). \| Júbilo Iwata \| \| 10 de mayo \| Chōfu \| F.C. Tokyo \| 4:3 (enlace roto disponible en Internet Archive; véase el historial, la primera versión y la última). \| Omiya Ardija \| \| 24 de mayo \| Sapporo \| Hokkaido Consadole Sapporo \| 1:2 (enlace roto disponible en Internet Archive; véase el historial, la primera versión y la última). \| Vegalta Sendai \| \| 24 de mayo \| Saitama \| Omiya Ardija \| 4:0 (enlace roto disponible en Internet Archive; véase el historial, la primera versión y la última). \| Shimizu S-Pulse \| \| 24 de mayo \| Kashiwa \| Kashiwa Reysol \| 0:1 (enlace roto disponible en Internet Archive; véase el historial, la primera versión y la última). \| F.C. Tokyo \| \| 31 de mayo \| Sapporo \| Hokkaido Consadole Sapporo \| 2:1 (enlace roto disponible en Internet Archive; véase el historial, la primera versión y la última). \| Kashiwa Reysol \| \| 31 de mayo \| Iwata \| Júbilo Iwata \| 1:2 (enlace roto disponible en Internet Archive; véase el historial, la primera versión y la última). \| Omiya Ardija \| \| 31 de mayo \| Shizuoka \| Shimizu S-Pulse \| 2:1 (enlace roto disponible en Internet Archive; véase el historial, la primera versión y la última). \| F.C. Tokyo \| |          |                            | |                            |
| Fecha | Lugar    | Local                      | Resultado                                                                                             | Visitante                  |
| 15 de marzo | Kashiwa  | Kashiwa Reysol             | 1:0                                                                                                   | Shimizu S-Pulse            |
| 15 de marzo | Iwata    | Júbilo Iwata               | 0:2                                                                                                   | Hokkaido Consadole Sapporo |
| 15 de marzo | Chōfu    | F.C. Tokyo                 | 6:0                                                                                                   | Vegalta Sendai             |
| 12 de abril | Sendai   | Vegalta Sendai             | 2:0                                                                                                   | Júbilo Iwata               |
| 12 de abril | Shizuoka | Shimizu S-Pulse            | 0:1                                                                                                   | Hokkaido Consadole Sapporo |
| 12 de abril | Saitama  | Omiya Ardija               | 0:0                                                                                                   | Kashiwa Reysol             |
| 26 de abril | Sendai   | Vegalta Sendai             | 3:1                                                                                                   | Shimizu S-Pulse            |
| 26 de abril | Iwata    | Júbilo Iwata               | 3:1                                                                                                   | F.C. Tokyo                 |
| 26 de abril | Sapporo  | Hokkaido Consadole Sapporo | 1:1                                                                                                   | Omiya Ardija               |
| 3 de mayo | Kashiwa  | Kashiwa Reysol             | 1:2 (enlace roto disponible en Internet Archive; véase el historial, la primera versión y la última). | Júbilo Iwata               |
| 3 de mayo | Saitama  | Omiya Ardija               | 1:2 (enlace roto disponible en Internet Archive; véase el historial, la primera versión y la última). | Vegalta Sendai             |
| 3 de mayo | Chōfu    | F.C. Tokyo                 | 1:0 (enlace roto disponible en Internet Archive; véase el historial, la primera versión y la última). | Hokkaido Consadole Sapporo |
| 10 de mayo | Sendai   | Vegalta Sendai             | 1:1 (enlace roto disponible en Internet Archive; véase el historial, la primera versión y la última). | Kashiwa Reysol             |
| 10 de mayo | Shizuoka | Shimizu S-Pulse            | 2:4 (enlace roto disponible en Internet Archive; véase el historial, la primera versión y la última). | Júbilo Iwata               |
| 10 de mayo | Chōfu    | F.C. Tokyo                 | 4:3 (enlace roto disponible en Internet Archive; véase el historial, la primera versión y la última). | Omiya Ardija               |
| 24 de mayo | Sapporo  | Hokkaido Consadole Sapporo | 1:2 (enlace roto disponible en Internet Archive; véase el historial, la primera versión y la última). | Vegalta Sendai             |
| 24 de mayo | Saitama  | Omiya Ardija               | 4:0 (enlace roto disponible en Internet Archive; véase el historial, la primera versión y la última). | Shimizu S-Pulse            |
| 24 de mayo | Kashiwa  | Kashiwa Reysol             | 0:1 (enlace roto disponible en Internet Archive; véase el historial, la primera versión y la última). | F.C. Tokyo                 |
| 31 de mayo | Sapporo  | Hokkaido Consadole Sapporo | 2:1 (enlace roto disponible en Internet Archive; véase el historial, la primera versión y la última). | Kashiwa Reysol             |
| 31 de mayo | Iwata    | Júbilo Iwata               | 1:2 (enlace roto disponible en Internet Archive; véase el historial, la primera versión y la última). | Omiya Ardija               |
| 31 de mayo | Shizuoka | Shimizu S-Pulse            | 2:1 (enlace roto disponible en Internet Archive; véase el historial, la primera versión y la última). | F.C. Tokyo                 |

### Grupo B
| Equipo              | Pts | PJ | PG | PE | PP | GF | GC | DG |
| ------------------- | --- | -- | -- | -- | -- | -- | -- | -- |
| Vissel Kobe         | 15  | 6  | 5  | 0  | 1  | 10 | 3  | +7 |
| Cerezo Osaka        | 14  | 6  | 4  | 2  | 0  | 9  | 4  | +5 |
| Sanfrecce Hiroshima | 10  | 6  | 3  | 1  | 2  | 5  | 6  | -1 |
| Yokohama F. Marinos | 9   | 6  | 3  | 0  | 3  | 8  | 8  | 0  |
| Ventforet Kofu      | 5   | 6  | 1  | 2  | 3  | 5  | 6  | -1 |
| Sagan Tosu          | 5   | 6  | 1  | 2  | 3  | 10 | 12 | -2 |
| Albirex Niigata     | 1   | 6  | 0  | 1  | 5  | 3  | 11 | -8 |

| \| Fecha \| Lugar \| Local \| Resultado \| Visitante \| \| ----------- \| --------- \| ------------------- \| ----------------------------------------------------------------------------------------------------- \| ------------------- \| \| 15 de marzo \| Osaka \| Cerezo Osaka \| 2:0 \| Yokohama F. Marinos \| \| 15 de marzo \| Tosu \| Sagan Tosu \| 2:2 \| Albirex Niigata \| \| 15 de marzo \| Hiroshima \| Sanfrecce Hiroshima \| 0:0 \| Ventforet Kofu \| \| 12 de abril \| Niigata \| Albirex Niigata \| 0:1 \| Sanfrecce Hiroshima \| \| 12 de abril \| Kōfu \| Ventforet Kofu \| 0:0 \| Cerezo Osaka \| \| 12 de abril \| Yokohama \| Yokohama F. Marinos \| 0:2 \| Vissel Kobe \| \| 26 de abril \| Kōbe \| Vissel Kobe \| 4:1 \| Sanfrecce Hiroshima \| \| 26 de abril \| Tosu \| Sagan Tosu \| 4:4 \| Cerezo Osaka \| \| 26 de abril \| Yokohama \| Yokohama F. Marinos \| 4:1 \| Albirex Niigata \| \| 3 de mayo \| Kōfu \| Ventforet Kofu \| 0:1 (enlace roto disponible en Internet Archive; véase el historial, la primera versión y la última). \| Yokohama F. Marinos \| \| 3 de mayo \| Hiroshima \| Sanfrecce Hiroshima \| 0:1 (enlace roto disponible en Internet Archive; véase el historial, la primera versión y la última). \| Cerezo Osaka \| \| 3 de mayo \| Kōbe \| Vissel Kobe \| 1:0 (enlace roto disponible en Internet Archive; véase el historial, la primera versión y la última). \| Sagan Tosu \| \| 10 de mayo \| Kōbe \| Vissel Kobe \| 2:1 (enlace roto disponible en Internet Archive; véase el historial, la primera versión y la última). \| Ventforet Kofu \| \| 10 de mayo \| Osaka \| Cerezo Osaka \| 1:0 (enlace roto disponible en Internet Archive; véase el historial, la primera versión y la última). \| Albirex Niigata \| \| 10 de mayo \| Hiroshima \| Sanfrecce Hiroshima \| 1:0 (enlace roto disponible en Internet Archive; véase el historial, la primera versión y la última). \| Sagan Tosu \| \| 24 de mayo \| Osaka \| Cerezo Osaka \| 1:0 (enlace roto disponible en Internet Archive; véase el historial, la primera versión y la última). \| Vissel Kobe \| \| 24 de mayo \| Niigata \| Albirex Niigata \| 0:2 (enlace roto disponible en Internet Archive; véase el historial, la primera versión y la última). \| Ventforet Kofu \| \| 24 de mayo \| Tosu \| Sagan Tosu \| 1:2 (enlace roto disponible en Internet Archive; véase el historial, la primera versión y la última). \| Yokohama F. Marinos \| \| 31 de mayo \| Niigata \| Albirex Niigata \| 0:1 (enlace roto disponible en Internet Archive; véase el historial, la primera versión y la última). \| Vissel Kobe \| \| 31 de mayo \| Yokohama \| Yokohama F. Marinos \| 1:2 (enlace roto disponible en Internet Archive; véase el historial, la primera versión y la última). \| Sanfrecce Hiroshima \| \| 31 de mayo \| Kōfu \| Ventforet Kofu \| 2:3 (enlace roto disponible en Internet Archive; véase el historial, la primera versión y la última). \| Sagan Tosu \| |           |                     | |                     |
| Fecha | Lugar     | Local               | Resultado                                                                                             | Visitante           |
| 15 de marzo | Osaka     | Cerezo Osaka        | 2:0                                                                                                   | Yokohama F. Marinos |
| 15 de marzo | Tosu      | Sagan Tosu          | 2:2                                                                                                   | Albirex Niigata     |
| 15 de marzo | Hiroshima | Sanfrecce Hiroshima | 0:0                                                                                                   | Ventforet Kofu      |
| 12 de abril | Niigata   | Albirex Niigata     | 0:1                                                                                                   | Sanfrecce Hiroshima |
| 12 de abril | Kōfu      | Ventforet Kofu      | 0:0                                                                                                   | Cerezo Osaka        |
| 12 de abril | Yokohama  | Yokohama F. Marinos | 0:2                                                                                                   | Vissel Kobe         |
| 26 de abril | Kōbe      | Vissel Kobe         | 4:1                                                                                                   | Sanfrecce Hiroshima |
| 26 de abril | Tosu      | Sagan Tosu          | 4:4                                                                                                   | Cerezo Osaka        |
| 26 de abril | Yokohama  | Yokohama F. Marinos | 4:1                                                                                                   | Albirex Niigata     |
| 3 de mayo | Kōfu      | Ventforet Kofu      | 0:1 (enlace roto disponible en Internet Archive; véase el historial, la primera versión y la última). | Yokohama F. Marinos |
| 3 de mayo | Hiroshima | Sanfrecce Hiroshima | 0:1 (enlace roto disponible en Internet Archive; véase el historial, la primera versión y la última). | Cerezo Osaka        |
| 3 de mayo | Kōbe      | Vissel Kobe         | 1:0 (enlace roto disponible en Internet Archive; véase el historial, la primera versión y la última). | Sagan Tosu          |
| 10 de mayo | Kōbe      | Vissel Kobe         | 2:1 (enlace roto disponible en Internet Archive; véase el historial, la primera versión y la última). | Ventforet Kofu      |
| 10 de mayo | Osaka     | Cerezo Osaka        | 1:0 (enlace roto disponible en Internet Archive; véase el historial, la primera versión y la última). | Albirex Niigata     |
| 10 de mayo | Hiroshima | Sanfrecce Hiroshima | 1:0 (enlace roto disponible en Internet Archive; véase el historial, la primera versión y la última). | Sagan Tosu          |
| 24 de mayo | Osaka     | Cerezo Osaka        | 1:0 (enlace roto disponible en Internet Archive; véase el historial, la primera versión y la última). | Vissel Kobe         |
| 24 de mayo | Niigata   | Albirex Niigata     | 0:2 (enlace roto disponible en Internet Archive; véase el historial, la primera versión y la última). | Ventforet Kofu      |
| 24 de mayo | Tosu      | Sagan Tosu          | 1:2 (enlace roto disponible en Internet Archive; véase el historial, la primera versión y la última). | Yokohama F. Marinos |
| 31 de mayo | Niigata   | Albirex Niigata     | 0:1 (enlace roto disponible en Internet Archive; véase el historial, la primera versión y la última). | Vissel Kobe         |
| 31 de mayo | Yokohama  | Yokohama F. Marinos | 1:2 (enlace roto disponible en Internet Archive; véase el historial, la primera versión y la última). | Sanfrecce Hiroshima |
| 31 de mayo | Kōfu      | Ventforet Kofu      | 2:3 (enlace roto disponible en Internet Archive; véase el historial, la primera versión y la última). | Sagan Tosu          |

## Fase eliminatoria
| Equipo 1                   | Agr. | Equipo 2     | Ida | Vuelta |
| -------------------------- | ---- | ------------ | --- | ------ |
| Hokkaido Consadole Sapporo | 0–3  | Cerezo Osaka | 0–2 | 0–1    |
| Sanfrecce Hiroshima        | 0–2  | F.C. Tokyo   | 0–1 | 0–1    |

- Los horarios de los partidos corresponden al huso horario de Japón: (UTC+9)

### Partidos
| 28 de junio de 2017, 19:03 | Hokkaido Consadole Sapporo | 0:2 (0:1) | Cerezo Osaka                         | Domo de Sapporo, Sapporo                              |                                                       |
|                            |                            | Reporte   | Ricardo Santos 45+1' · Fukumitsu 58' | Asistencia: 5.192 espectadores Árbitro(s): Ryūji Satō | Asistencia: 5.192 espectadores Árbitro(s): Ryūji Satō |

| 26 de julio de 2017, 19:03 | Cerezo Osaka  | 1:0 (1:0) | Hokkaido Consadole Sapporo | Estadio Kincho, Osaka                                       |                                                             |
|                            | Fukumitsu 26' | Reporte   |                            | Asistencia: 5.300 espectadores Árbitro(s): Yūichi Nishimura | Asistencia: 5.300 espectadores Árbitro(s): Yūichi Nishimura |

| 28 de junio de 2017, 19:04 | Sanfrecce Hiroshima | 0:1 (0:1) | F.C. Tokyo | Estadio del Gran Arco, Hiroshima                         |                                                          |
|                            |                     | Reporte   | Abe 45'    | Asistencia: 4.470 espectadores Árbitro(s): Hajime Matsuo | Asistencia: 4.470 espectadores Árbitro(s): Hajime Matsuo |

| 26 de julio de 2017, 19:34 | F.C. Tokyo | 1:0 (0:0) | Sanfrecce Hiroshima | Estadio Ajinomoto, Chōfu                                  |                                                           |
|                            | Muroya 64' | Reporte   |                     | Asistencia: 7.357 espectadores Árbitro(s): Yūdai Yamamoto | Asistencia: 7.357 espectadores Árbitro(s): Yūdai Yamamoto |

## Fase final

### Cuadro de desarrollo
|  | Cuartos de final               | Cuartos de final               | Cuartos de final               |   |                   | Semifinales      | Semifinales      | Semifinales      |  |              | Final          | Final          |  |
|  | 30 de agosto y 3 de septiembre | 30 de agosto y 3 de septiembre | 30 de agosto y 3 de septiembre |   |                   | 4 y 8 de octubre | 4 y 8 de octubre | 4 y 8 de octubre |  |              | 4 de noviembre | 4 de noviembre |  |
|  |                                |                                |                                |   |                   |                  |                  |                  |  |              |                |                |  |
|  |                                |                                |                                |   |                   |                  |                  |                  |  |              |                |                |  |
|  | Gamba Osaka                    | 0                              | 2                              |   |                   |                  |                  |                  |  |              |                |                |  |
|  | Gamba Osaka                    | 0                              | 2                              |   |                   |                  |                  |                  |  |              |                |                |  |
|  | Vissel Kobe                    | 0                              | 0                              |   |                   |                  |                  |                  |  |              |                |                |  |
|  | Vissel Kobe                    | 0                              | 0                              |   | Gamba Osaka       | 2                | 1                |                  |  |              |                |                |  |
|  |                                |                                |                                |   | Gamba Osaka       | 2                | 1                |                  |  |              |                |                |  |
|  |                                |                                | Cerezo Osaka                   | 2 | 2                 |                  |                  |                  |  |              |                |                |  |
|  | Urawa Red Diamonds             | 0                              | Cerezo Osaka                   | 2 | 2                 | 2                |                  |                  |  |              |                |                |  |
|  | Urawa Red Diamonds             | 0                              |                                |   |                   |                  |                  |                  |  |              |                |                |  |
|  | Cerezo Osaka (v)               | 0                              | 2                              |   |                   |                  |                  |                  |  |              |                |                |  |
|  | Cerezo Osaka (v)               | 0                              | 2                              |   |                   |                  |                  |                  |  | Cerezo Osaka | 2              |                |  |
|  |                                |                                |                                |   |                   |                  |                  |                  |  | Cerezo Osaka | 2              |                |  |
|  |                                |                                | Kawasaki Frontale              | 0 |                   |                  |                  |                  |  |              |                |                |  |
|  | F.C. Tokyo                     | 0                              | Kawasaki Frontale              | 0 | 1                 |                  |                  |                  |  |              |                |                |  |
|  | F.C. Tokyo                     | 0                              |                                |   |                   |                  |                  |                  |  |              |                |                |  |
|  | Kawasaki Frontale              | 2                              | 5                              |   |                   |                  |                  |                  |  |              |                |                |  |
|  | Kawasaki Frontale              | 2                              | 5                              |   | Kawasaki Frontale | 2                | 3                |                  |  |              |                |                |  |
|  |                                |                                |                                |   | Kawasaki Frontale | 2                | 3                |                  |  |              |                |                |  |
|  |                                |                                | Vegalta Sendai                 | 3 | 1                 |                  |                  |                  |  |              |                |                |  |
|  | Kashima Antlers                | 1                              | Vegalta Sendai                 | 3 | 1                 | 3                |                  |                  |  |              |                |                |  |
|  | Kashima Antlers                | 1                              |                                |   |                   |                  |                  |                  |  |              |                |                |  |
|  | Vegalta Sendai                 | 3                              | 2                              |   |                   |                  |                  |                  |  |              |                |                |  |
|  | Vegalta Sendai                 | 3                              | 2                              |   |                   |                  |                  |                  |  |              |                |                |  |
|  |                                |                                |                                |   |                   |                  |                  |                  |  |              |                |                |  |

- En cuartos de final y semifinales, el equipo de arriba es el que ejerció la localía en el partido de vuelta.
- Los horarios de los partidos corresponden al huso horario de Japón: (UTC+9)

### Cuartos de final
| 30 de agosto de 2017, 19:00 | Vissel Kobe | 0:0     | Gamba Osaka | Estadio Noevir Kobe, Kōbe                             |                                                       |
|                             |             | Reporte |             | Asistencia: 7.577 espectadores Árbitro(s): Ryūji Satō | Asistencia: 7.577 espectadores Árbitro(s): Ryūji Satō |

| 3 de septiembre de 2017, 19:03 | Gamba Osaka                  | 2:0 (0:0) | Vissel Kobe | Estadio de Fútbol, Suita                                |                                                         |
|                                | Nagasawa 46' · Izumisawa 64' | Reporte   |             | Asistencia: 12.310 espectadores Árbitro(s): Kenji Ōgiya | Asistencia: 12.310 espectadores Árbitro(s): Kenji Ōgiya |

| 30 de agosto de 2017, 19:03 | Cerezo Osaka | 0:0     | Urawa Red Diamonds | Estadio Yanmar Nagai, Osaka                                   |                                                               |
|                             |              | Reporte |                    | Asistencia: 7.784 espectadores Árbitro(s): Kōichirō Fukushima | Asistencia: 7.784 espectadores Árbitro(s): Kōichirō Fukushima |

| 3 de septiembre de 2017, 18:34 | Urawa Red Diamonds    | 2:2 (0:2) | Cerezo Osaka               | Estadio Saitama 2002, Saitama                             |                                                           |
|                                | Mutō 48' · Kōroki 71' | Reporte   | Jonjić 10' · Maruhashi 44' | Asistencia: 23.116 espectadores Árbitro(s): Hajime Matsuo | Asistencia: 23.116 espectadores Árbitro(s): Hajime Matsuo |

| 30 de agosto de 2017, 19:04 | Kawasaki Frontale      | 2:0 (0:0) | F.C. Tokyo | Estadio Atlético Todoroki, Kawasaki                         |                                                             |
|                             | Ienaga 74' (pen.), 90' | Reporte   |            | Asistencia: 10.998 espectadores Árbitro(s): Hiroyuki Kimura | Asistencia: 10.998 espectadores Árbitro(s): Hiroyuki Kimura |

| 3 de septiembre de 2017, 19:04 | F.C. Tokyo  | 1:5 (0:3) | Kawasaki Frontale                    | Estadio Ajinomoto, Chōfu                                 |                                                          |
|                                | Ōkubo 90+1' | Reporte   | Abe 28', 30', 54' · Elsinho 40', 56' | Asistencia: 12.602 espectadores Árbitro(s): Yūsuke Araki | Asistencia: 12.602 espectadores Árbitro(s): Yūsuke Araki |

| 30 de agosto de 2017, 19:03 | Vegalta Sendai              | 3:1 (0:0) | Kashima Antlers | Estadio Yurtec, Sendai                                    |                                                           |
|                             | Nakano 60' · Okuno 64', 85' | Reporte   | Doi 75'         | Asistencia: 6.659 espectadores Árbitro(s): Yūdai Yamamoto | Asistencia: 6.659 espectadores Árbitro(s): Yūdai Yamamoto |

| 3 de septiembre de 2017, 18:03 | Kashima Antlers           | 3:2 (0:1) | Vegalta Sendai                 | Estadio de Kashima, Kashima                                    |                                                                |
|                                | Suzuki 58', 83' · Abe 65' | Reporte   | Mita 6' · Nishimura 48' (pen.) | Asistencia: 11.943 espectadores Árbitro(s): Nobutsugu Murakami | Asistencia: 11.943 espectadores Árbitro(s): Nobutsugu Murakami |

### Semifinales
| 4 de octubre de 2017, 19:03 | Cerezo Osaka                    | 2:2 (1:1) | Gamba Osaka           | Estadio Yanmar Nagai, Osaka                             |                                                         |
|                             | Ricardo Santos 23' · Kimoto 81' | Reporte   | Akasaki 16' · Ide 86' | Asistencia: 21.800 espectadores Árbitro(s): Minoru Tōjō | Asistencia: 21.800 espectadores Árbitro(s): Minoru Tōjō |

| 8 de octubre de 2017, 14:03 | Gamba Osaka   | 1:2 (0:1) | Cerezo Osaka                | Estadio de Fútbol, Suita                                       |                                                                |
|                             | Izumisawa 60' | Reporte   | Kakitani 15' · Kimoto 90+5' | Asistencia: 31.578 espectadores Árbitro(s): Nobutsugu Murakami | Asistencia: 31.578 espectadores Árbitro(s): Nobutsugu Murakami |

| 4 de octubre de 2017, 19:04 | Vegalta Sendai                           | 3:2 (3:0) | Kawasaki Frontale       | Estadio Yurtec, Sendai                                  |                                                         |
|                             | Ishihara 24' · Crislan 33', 45+1' (pen.) | Reporte   | Nara 72' · Chinen 90+4' | Asistencia: 8.382 espectadores Árbitro(s): Takuto Okabe | Asistencia: 8.382 espectadores Árbitro(s): Takuto Okabe |

| 8 de octubre de 2017, 15:04 | Kawasaki Frontale               | 3:1 (1:0) | Vegalta Sendai | Estadio Atlético Todoroki, Kawasaki                        |                                                            |
|                             | Miyoshi 29', 49' · Hasegawa 90' | Reporte   | Nakano 59'     | Asistencia: 22.385 espectadores Árbitro(s): Masaaki Iemoto | Asistencia: 22.385 espectadores Árbitro(s): Masaaki Iemoto |

### Final
| 4 de noviembre de 2017, 13:09 | Cerezo Osaka              | 2:0 (1:0) | Kawasaki Frontale | Estadio Saitama 2002, Saitama                                |                                                              |
|                               | Sugimoto 1' · Souza 90+2' | Reporte   |                   | Asistencia: 53.452 espectadores Árbitro(s): Yūichi Nishimura | Asistencia: 53.452 espectadores Árbitro(s): Yūichi Nishimura |

#### Detalles
| 21         | Guardameta     | Kim Jin-hyeon     |       |
| 2          | Defensa        | Riku Matsuda      |       |
| 14         | Defensa        | Yūsuke Maruhashi  | 90+3' |
| 15         | Defensa        | Yasuki Kimoto     | 89'   |
| 22         | Defensa        | Matej Jonjić      |       |
| 6          | Centrocampista | Souza             |       |
| 10         | Centrocampista | Hotaru Yamaguchi  |       |
| 16         | Centrocampista | Kōta Mizunuma     |       |
| 46         | Centrocampista | Hiroshi Kiyotake  |       |
| 8          | Delantero      | Yōichirō Kakitani | 84'   |
| 9          | Delantero      | Ken'yū Sugimoto   |       |
| Entrenador | Entrenador     | Yoon Jong-hwan    |       |

| 1          | Guardameta     | Jung Sung-ryong   |     |
| 18         | Defensa        | Elsinho           | 75' |
| 5          | Defensa        | Shōgo Taniguchi   |     |
| 23         | Defensa        | Eduardo           |     |
| 7          | Defensa        | Shintarō Kurumaya |     |
| 21         | Centrocampista | Eduardo Neto      | 80' |
| 10         | Centrocampista | Ryōta Ōshima      |     |
| 14         | Centrocampista | Kengo Nakamura    |     |
| 13         | Centrocampista | Kōji Miyoshi      | 46' |
| 41         | Centrocampista | Akihiro Ienaga    |     |
| 11         | Delantero      | Yū Kobayashi      |     |
| Entrenador | Entrenador     | Tōru Oniki        |     |

| 24 | Centrocampista | Kazuya Yamamura   | 84'   |
| 23 | Defensa        | Tatsuya Yamashita | 89'   |
| 5  | Defensa        | Yūsuke Tanaka     | 90+3' |

| 16 | Centrocampista | Tatsuya Hasegawa | 46' |
| 20 | Delantero      | Kei Chinen       | 75' |
| 8  | Delantero      | Hiroyuki Abe     | 80' |

| Anotado | 1'    | Ken'yū Sugimoto | 1-0 |
| Anotado | 90+2' | Souza           | 2-0 |

| Amonestado | 68' | Ken'yū Sugimoto |

| Amonestado | 6' | Elsinho |

| Árbitro              | Yūichi Nishimura   |
| Árbitros asistentes  | Toshiyuki Nagi     |
| Árbitros asistentes  | Hiroyuki Igarashi  |
| Cuarto árbitro       | Haruhiro Maenosono |
| Árbitros adicionales | Minoru Tōjō        |
| Árbitros adicionales | Hajime Matsuo      |

| 21         | Guardameta     | Kim Jin-hyeon     |       |
| 2          | Defensa        | Riku Matsuda      |       |
| 14         | Defensa        | Yūsuke Maruhashi  | 90+3' |
| 15         | Defensa        | Yasuki Kimoto     | 89'   |
| 22         | Defensa        | Matej Jonjić      |       |
| 6          | Centrocampista | Souza             |       |
| 10         | Centrocampista | Hotaru Yamaguchi  |       |
| 16         | Centrocampista | Kōta Mizunuma     |       |
| 46         | Centrocampista | Hiroshi Kiyotake  |       |
| 8          | Delantero      | Yōichirō Kakitani | 84'   |
| 9          | Delantero      | Ken'yū Sugimoto   |       |
| Entrenador | Entrenador     | Yoon Jong-hwan    |       |

| 1          | Guardameta     | Jung Sung-ryong   |     |
| 18         | Defensa        | Elsinho           | 75' |
| 5          | Defensa        | Shōgo Taniguchi   |     |
| 23         | Defensa        | Eduardo           |     |
| 7          | Defensa        | Shintarō Kurumaya |     |
| 21         | Centrocampista | Eduardo Neto      | 80' |
| 10         | Centrocampista | Ryōta Ōshima      |     |
| 14         | Centrocampista | Kengo Nakamura    |     |
| 13         | Centrocampista | Kōji Miyoshi      | 46' |
| 41         | Centrocampista | Akihiro Ienaga    |     |
| 11         | Delantero      | Yū Kobayashi      |     |
| Entrenador | Entrenador     | Tōru Oniki        |     |

| 24 | Centrocampista | Kazuya Yamamura   | 84'   |
| 23 | Defensa        | Tatsuya Yamashita | 89'   |
| 5  | Defensa        | Yūsuke Tanaka     | 90+3' |

| 16 | Centrocampista | Tatsuya Hasegawa | 46' |
| 20 | Delantero      | Kei Chinen       | 75' |
| 8  | Delantero      | Hiroyuki Abe     | 80' |

| Anotado | 1'    | Ken'yū Sugimoto | 1-0 |
| Anotado | 90+2' | Souza           | 2-0 |

| Amonestado | 68' | Ken'yū Sugimoto |

| Amonestado | 6' | Elsinho |

| Árbitro              | Yūichi Nishimura   |
| Árbitros asistentes  | Toshiyuki Nagi     |
| Árbitros asistentes  | Hiroyuki Igarashi  |
| Cuarto árbitro       | Haruhiro Maenosono |
| Árbitros adicionales | Minoru Tōjō        |
| Árbitros adicionales | Hajime Matsuo      |

| Estadísticas       | Cerezo Osaka | Kawasaki Frontale |
| ------------------ | ------------ | ----------------- |
| Tiros              | 3            | 14                |
| Tiros al arco      | 3            | 4                 |
| Faltas             | 11           | 6                 |
| Tiros de esquina   | 2            | 5                 |
| Penales            | 0            | 0                 |
| Fueras de juego    | 5            | 0                 |
| Posesión del balón | 28%          | 72%               |

|                                          |
| Bandera de Prefectura de Osaka           |
| Campeón invicto Cerezo Osaka 1.er título |

## Estadísticas

### Goleadores
| Jugador                                      | Club              | Goles | PJ |
| -------------------------------------------- | ----------------- | ----- | -- |
| Crislan                                      | Vegalta Sendai    | 5     | 7  |
| Kōki Ogawa                                   | Júbilo Iwata      | 4     | 5  |
| Ricardo Santos                               | Cerezo Osaka      | 4     | 10 |
| Jun'ya Tanaka                                | Vissel Kobe       | 4     | 7  |
| Shōya Nakajima                               | F.C. Tokyo        | 3     | 7  |
| Takuma Abe                                   | F.C. Tokyo        | 3     | 7  |
| Hiroyuki Abe                                 | Kawasaki Frontale | 3     | 3  |
| Última actualización: 6 de noviembre de 2017 |                   |       |    |

### Mejor Jugador
| Jugador         | Club         |
| --------------- | ------------ |
| Ken'yū Sugimoto | Cerezo Osaka |

### Premio Nuevo Héroe
El Premio Nuevo Héroe es entregado al mejor jugador del torneo menor de 23 años.
| Jugador          | Club           |
| ---------------- | -------------- |
| Takuma Nishimura | Vegalta Sendai |